# Synthèse granulaire

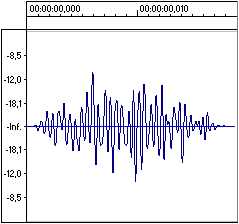
Visualisation d'un grain d'environ 15 ms.

La synthèse granulaire est une technique de synthèse sonore consistant en la création d'un signal sonore complexe en combinant des grains, c'est-à-dire des échantillons sonores de l'ordre de la milliseconde (10 à 100 ms). On contrôle globalement la densité des grains, leur hauteur, leur longueur, leur enveloppe, leur spatialisation, leur phase, le plus souvent sous la forme d'intervalles dans lesquels le programme de synthèse choisit des valeurs de manière aléatoire. Le son obtenu est une sorte de nuage, composé de l'ensemble des grains.
Le paramètre le plus important pour la qualité du résultat final est la forme de l'enveloppe des grains. Les différentes enveloppes « standard » sont souvent issues des recherches sur les fenêtres utilisées en traitement du signal, pour créer des sonagrammes par exemple.
Chaque grain peut avoir une forme d'onde synthétisée (sinus, triangle, etc.) ou provenir d'un son plus complexe échantillonné. Dans ce dernier cas on parlera plutôt de granulation.
La combinaison séquentielle des grains à jouer peut se faire de différentes manières, par exemple :
- Utilisation de formules mathématiques ;
- Utilisation d'automates cellulaires ;
- Contrôle en temps réel, directement par le musicien grâce à l'interface d'un programme de synthèse, ou par l'intermédiaire de capteurs sur des instruments dans une pièce mixte.

Les variations définissent l'enveloppe de sortie, le pitch et longueur, tandis que les grains sonores définissent la « texture » sonore.
Cela produit des sons abstraits utilisés typiquement par les musiciens de la scène IDM, Glitch, et Expérimentale. Le court album Gobi: The Desert EP de Monolake basé intégralement sur l'emploi de la synthèse granulaire est un exemple idéal avec ses sons d'insectes granuleux et ses longues nappes nuageuses et compactes.
Si cela produit un son, cela peut aussi produire des images (nuages, plasma, etc.).

## Historique
La synthèse granulaire est issue des recherches sur les micro-sons, particulièrement des travaux de Dennis Gabor en 1947. Iannis Xenakis fut parmi les premiers à en faire une utilisation musicale en 1958 avec la pièce pour bande Concret PH. Le premier logiciel de synthèse granulaire est créé par Curtis Roads en 1978. Barry Truax écrira le premier moteur de synthèse granulaire temps réel en 1986 et s'en servira pour traiter des sources acoustiques (inventant donc la granulation).